# Anenský vrch (přírodní památka)
Anenský vrch je přírodní památka u Mikulova v okrese Břeclav v Jihomoravském kraji. Lokalita je ve správě AOPK ČR – Regionálního pracoviště Jižní Morava.

## Geografie
Anenský vrch s nadmořskou výškou 267 metrů se nachází asi dva kilometry severozápadně od Mikulova a je součástí geomorfologického celku Mikulovská vrchovina a podcelku Pavlovské vrchy.

## Předmět ochrany
Důvodem ochrany je stepní lada s výskytem chráněných druhů rostlin. Ze zvláště chráněných rostlin byly na tomto území zaznamenány hvězdnice chlumní (Aster amellus), kosatec nízký (Iris pumila), sasanka lesní (Anemonoides sylvestris), třemdava bílá (Dictamnus albus), violka obojaká (Viola ambigua) a zlatovlásek obecný (Aster linosyris).